# Veli-Pekka Ketola
Veli-Pekka Ketola (ur. 28 marca 1948 w Pori) – fiński hokeista, reprezentant Finlandii, trener.

## Kariera zawodnicza
- Ässät (1963–1969)
- Jokerit (1969–1970)
- Ässät (1970–1974)
- Winnipeg Jets (1974–1977)
- Calgary Cowboys (1977)
- Ässät (1977–1981)
- Colorado Rockies (1981–1982)
- KalPa (1982–1983)

Wychowanek klubu RU-38. Następnie zawodnik Ässät. W 1968 był na testach w grającej w NHL drużynie Detroit Red Wings, gdzie zaproponowano mu podpisanie kontraktu, lecz nie przyjął go. W 1972 był draftowany do WHA przez Cleveland Crusaders. Klub oddał prawa do Ketoli Winnipeg Jets. Do tego zespołu Fin przeniósł się w 1974 roku i grał tam do roku 1977, po czym trafił na połowę sezonu do Calgary Cowboys. W WHA rozegrał ogółem 235 meczów, strzelił 84 gole, zaliczył 99 asyst i przesiedział 118 minut na ławce kar.
Po sezonie 1976/1977 wrócił do macierzystego klubu Ässät, w którym występował do 1981 roku. W sezonie 1981/1982 występował w klubie NHL Colorado Rockies, gdzie wystąpił w 44 spotkaniach, uzyskując 14 punktów za 9 bramek i 5 asyst oraz przesiedział cztery minuty na ławce kar. Był jednym z pierwszych Finów grających w ligach WHA i NHL.
Karierę zakończył w następnym sezonie w fińskim klubie KalPa Kuopio gdzie rozegrał sześć spotkań.
W reprezentacji Finlandii rozegrał 183 spotkania. Uczestniczył w turniejach mistrzostw świata w 1969, 1970, 1971, 1972, 1973, 1974, na Zimowych Igrzyskach Olimpijskich 1968, 1972 oraz na turnieju Canada Cup 1981.

## Kariera trenerska
Veli-Pekka Ketola trenował Ässät w sezonach 1993/1994 i 1996/1997. Pracował także w Austrii i we Włoszech. Został kierownikiem ekipy Finlandii w turnieju mistrzostw świata juniorów do lat 20 edycji 2015.

## Sukcesy
Klubowe
- Złoty medal mistrzostw Finlandii: 1971, 1978 z Ässät
- Avco World Trophy: 1976 z Winnipeg Jets

Indywidualne
- Najefektywniejszy zawodnik sezonu - pierwsze miejsce w klasyfikacji +/-: 1979
- Król strzelców ligi fińskiej: 1971, 1979
- Pierwsze miejsce w klasyfikacji kanadyjskiej ligi fińskiej: 1971 (42 pkt.), 1979 (72 pkt).
- Skład gwiazd ligi fińskiej (6 razy)

Wyróżnienia
- Zawodnik roku w Finlandii: 1974, 1978

Upamiętnienie
- Galeria Sławy fińskiego hokeja na lodzie
- Jego numer 13 został zastrzeżony w klubie Ässät.
- Jego imieniem i nazwiskiem nazwano nagrodę dla najskuteczniejszego zawodnika w klasyfikacji kanadyjskiej w sezonie zasadniczym Liiga - Trofeum Veliego-Pekki Ketoli[2].